# Arnold Forstmann

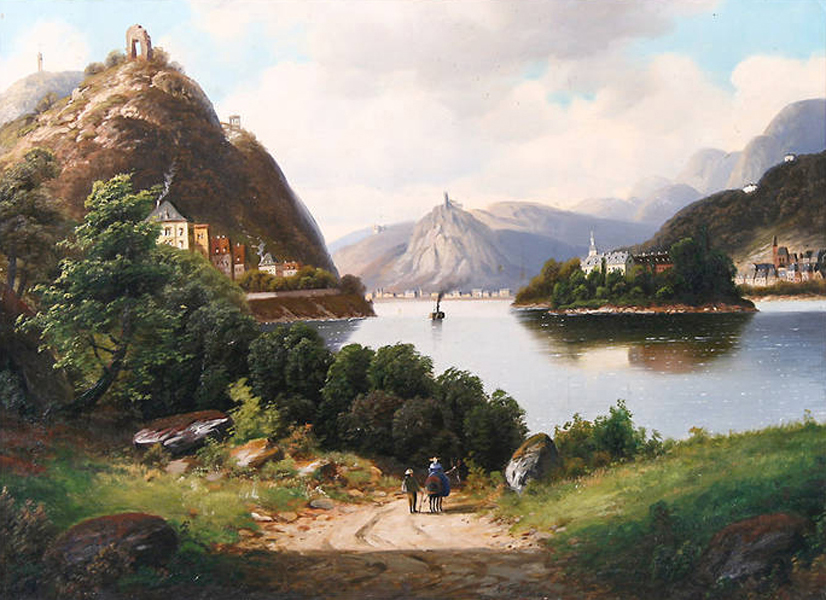
Nonnenwerth, Rolandseck und Drachenfels

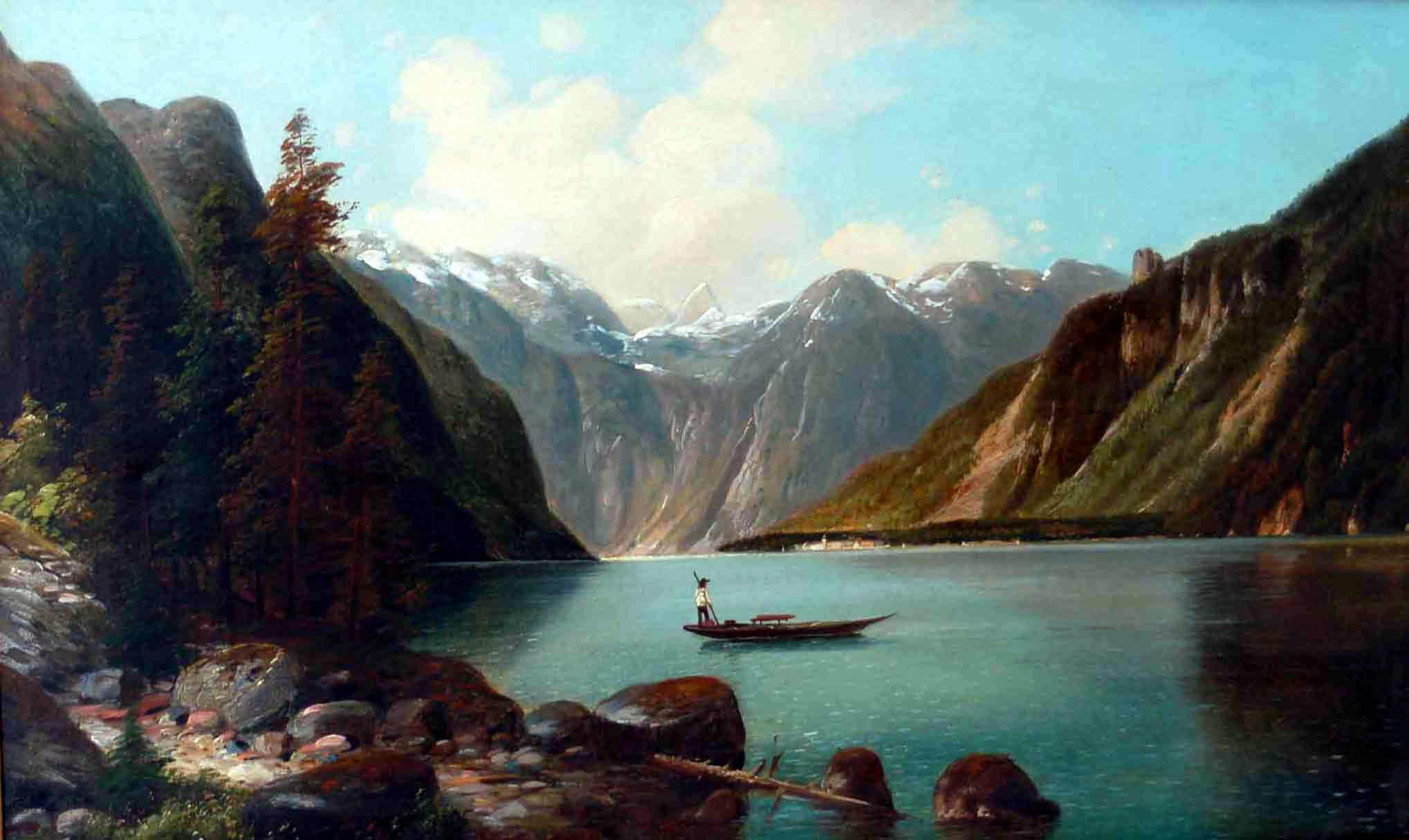
Königsee vom Malerwinkel aus, um 1880

Arnold Friedrich Forstmann (* 16. Juni 1842 in Düsseldorf; † 1916 in Köln) war ein deutscher Landschaftsmaler. Neben den typischen Ideallandschaften in der Tradition der Düsseldorfer Malerschule schuf Forstmann eine Vielzahl von Veduten, besonders von Orten des Rheintals und der Alpen.

## Leben
Arnold Forstmann trat im dritten Quartal 1867 in die Düsseldorfer Kunstakademie ein. Er studierte dort in der Landschaftsklasse von Oswald Achenbach. Im Februar 1872 verließ er die Akademie, sein letzter Lehrer war Albert Flamm. Arnold Forstmann wird in den Schülerlisten der Kunstakademie Düsseldorf mit dem Hinweis taubstumm geführt. In Düsseldorf lebte er bis 1889, dann verlieren sich seine Spuren. Das Auftreten süddeutscher Motive lässt die Vermutung zu, dass er, wie viele seiner Malerkollegen, ausgedehnte Reisen unternommen hat.

## Leistungen
Die Gemälde Forstmanns sind in der Regel sehr detailreich ausgeführt. Die Grundkomposition wird durch die Verwendung starker Kontraste sowie die häufig auf einen einheitlichen Grundfarbton abgestimmte Palette unterstützt. Der spätromantischen Maltradition entsprechend werden häufig Staffagefiguren verwendet.
In den von Forstmann komponierten Ideallandschaften findet man immer die Landschaftselemente Berge, einzelne Häuser bzw. Hütten, Flussläufe und Seen. Letztere sind meist mit einem personenbesetzten Kahn oder einem fernen Dampfschiff belebt.
Seine Veduten sind keine naturgetreuen Abbilder der Landschaft. In der Regel verändert Forstmann bestimmte Landschaftselemente so, dass eine möglichst großartige Bildwirkung resultiert. Dabei verlieren die dargestellten Landschaften jedoch nie den Bezug zu den realen Ansichten.
Neben den Landschaftsgemälden sind vereinzelt Jagdgemälde und Genre-Porträts bekannt.

## Werke
Neben den bekannten Ansichten des Rheintals (Rolandseck, Nonnenwerth und Drachenfels, Schloss Stolzenfels) und der Alpen (Chiemsee, Königssee) sind vor allem komponierte Landschaften bekannt, z. B. ein wildromantischer von Mühlen gesäumter Gebirgsbach mit schwankender Brücke oder liebliche, sonnenbeschienene Alpenwiesen mit Bachlauf.
Weiterhin schuf Forstmann Ansichten von Fjordlandschaften und Marinen.
Es ist eine große Zahl von Bildern überliefert. Sie sind meist im Querformat 66 × 48 cm bzw. im Hochformat 52 × 42 cm ausgeführt. Von diesen Maßen abweichende größere und kleinere Formate sind ebenfalls bekannt.
Viele der Motive hat Arnold Forstmann mehrmals gemalt. Es sind inzwischen Serien von bis zu vier gleichen Gemälden bekannt, wobei die Motive vereinzelt auch in unterschiedlichen Formaten vorliegen. Nicht selten hat Forstmann auch Pendants gemalt; etwa zwei Landschaften zu verschiedenen Jahreszeiten, aber auch symmetrisch aufeinander bezogene Motive. Alles dies könnte ein Hinweis darauf sein, dass er größere Serien von Bildern für den Kunstmarkt produziert hat.
In öffentlichem Besitz:
- Rolandseck, Nonnenwerth und Drachenfels, Öl/Leinwand, um 1870 (Bonn, Stadtmuseum)

### Signatur
Die Gemälde von Arnold Forstmann sind in der Regel nicht datiert. Es gibt jedoch einige Ausnahmen, die es ermöglichen, die Lebensdaten Forstmanns genauer einzugrenzen. Die beiden bekannten Signaturvarianten der stets unveränderten Signatur
«A. Forstmann» lassen eine ungefähre zeitliche Einordnung der Gemälde in frühe Werke (Signaturvariante A) und mittlere bzw. späte Werke (Signaturvariante B) möglich erscheinen.
Bekannte datierte Werke sind: Alpensee (1869), Oberwesel am Rhein (1883), Sommertag in Altenahr (1904), Südländische Marine (Köln, 1905) und ein bezeichnetes Genre-Porträt In Andacht (1914).

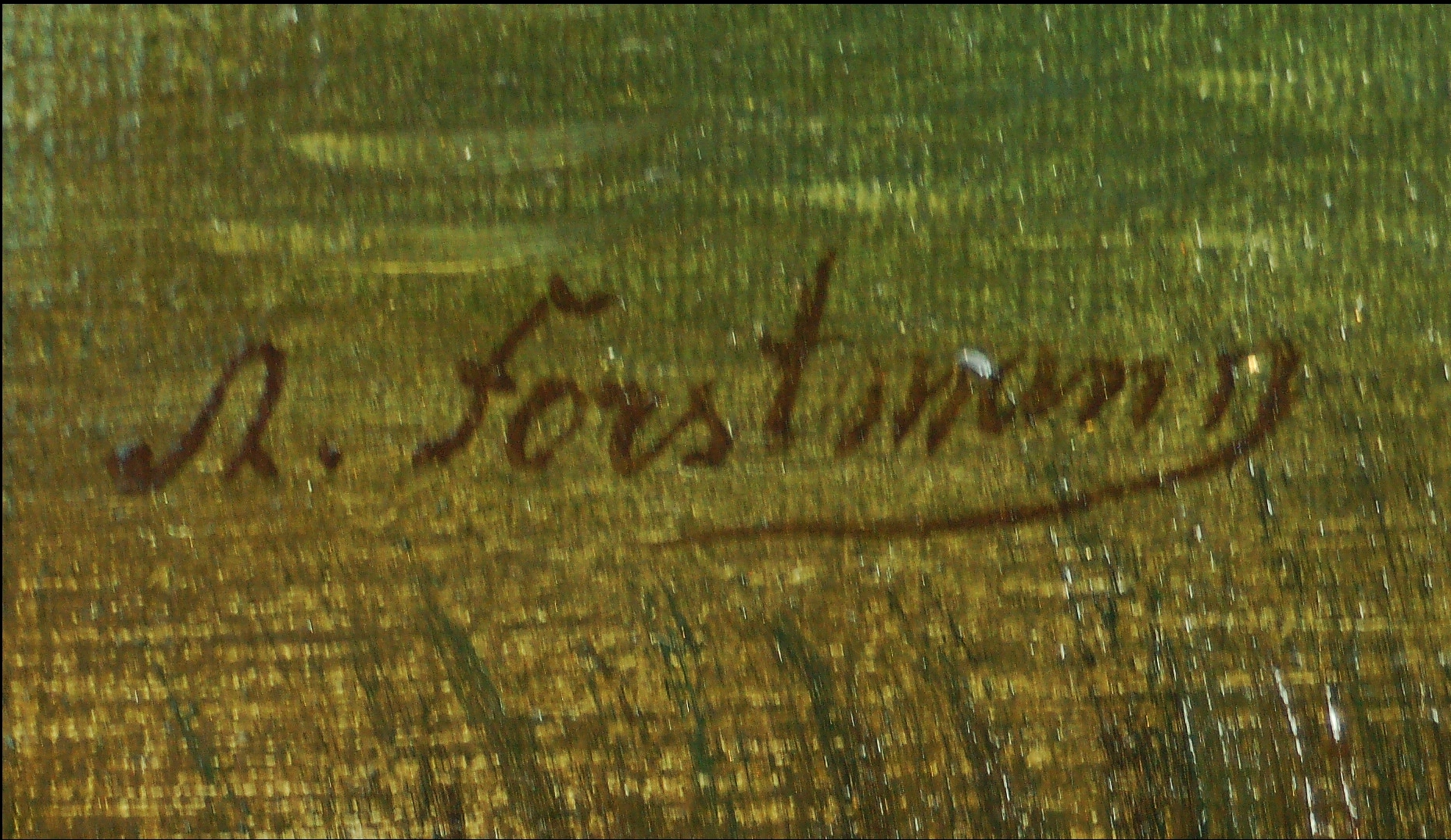
Signaturvariante A
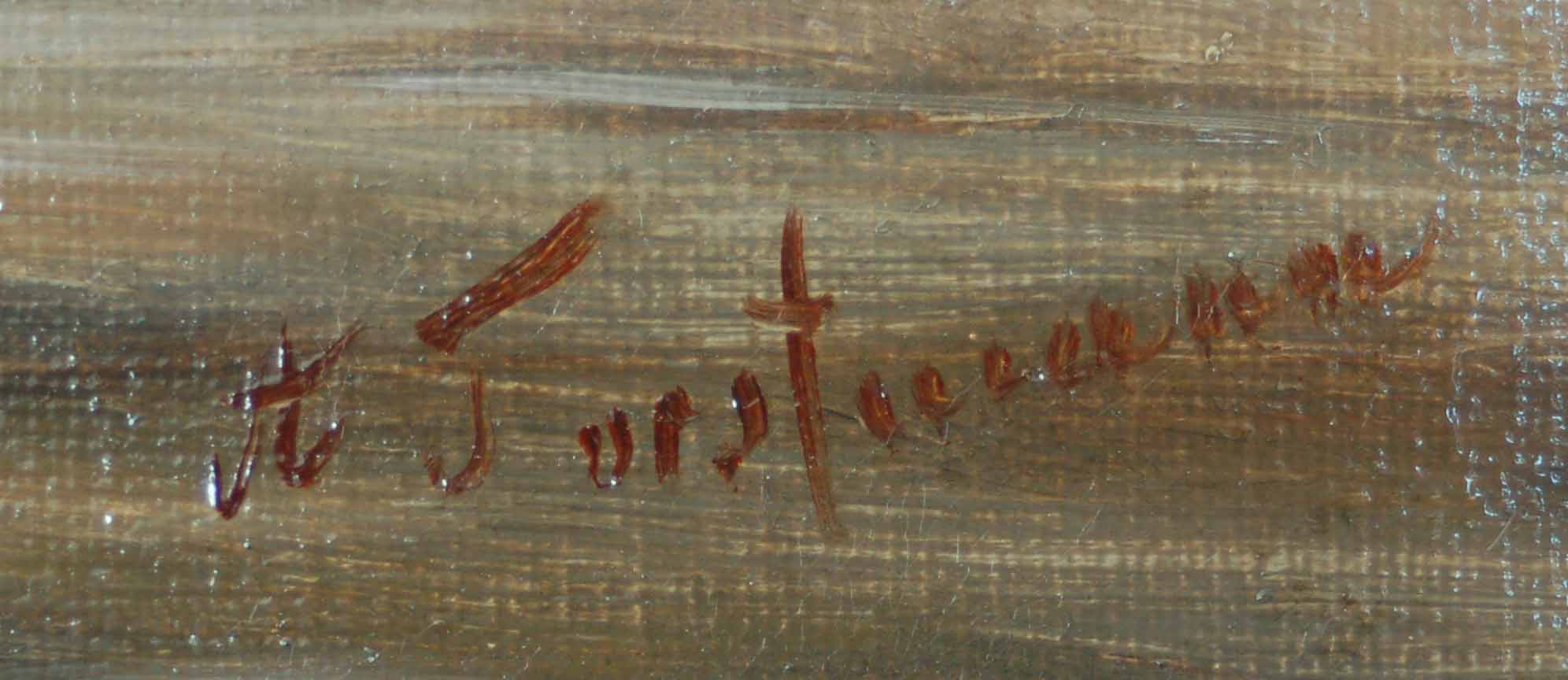
Signaturvariante B
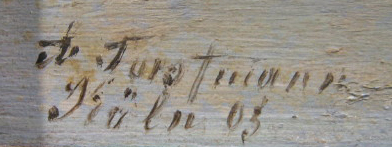
Signaturvariante Köln 05